# Ecolean
Ecolean grundat 1996, är ett privatägt globalt förpackningsföretag med huvudkontor i Helsingborg. Ecolean utvecklar och tillverkar förpackningsmaterial, förpackningar och fyllningsmaskiner till livsmedelsindustrin.
Ecolean har verksamhet i omkring trettio länder och har Kina och Pakistan som största marknader.
Företaget hade 2020 en omsättning på cirka 1044 miljoner kronor och har globalt närmare 400 anställda, varav cirka 160 arbetar vid produktionsanläggningen och huvudkontoret i Helsingborg. Utöver anläggningen i Helsingborg har Ecolean en produktanläggning för den asiatiska marknaden i Tianjin i Kina och en i Lahore i Pakistan.
Ecolean har 2014 två förpackningssystem, ett för kyld distribution och ett aseptiskt förpackningssystem för produkter som inte behöver distribueras och förvaras kallt. Ecoleans förpackningar består av en sammansättning av kalk och plast. Främst används Ecoleans förpackningar till flytande livsmedel som mjölk, yoghurt, juicer och andra typer av drycker.

## Historia
Konceptet kring att framställa dryckesförpackningar i ett flexibelt lättviktsmaterial av kalk och plast utvecklades under 1990-talet som ett forskningsprojekt inom Tetra Laval-koncernen av innovatören Åke Rosén, som sedermera kunde ta över utvecklingen på egen hand och 1996 grundade Ecolean. Åke Rosén är dock inte längre verksam i företaget. 2001 gick Hans Rausing, tidigare vd och styrelseordförande i Tetra Pak och Tetra Laval, in som ägare i Ecolean. Sedan 1 juni 2022 tillträdde Marie Samuelsson som VD efter Peter L Nilsson.